# Verein zur Veranstaltung von Kunstausstellungen
Der Verein zur Veranstaltung von Kunstausstellungen ist ein eingetragener Verein in Düsseldorf, der 1898 von Fritz Roeber initiiert und am 31. Mai 1900 förmlich gegründet wurde, um regelmäßig große Kunstausstellungen in einem dafür zu errichtenden Ausstellungsgebäude, dem späteren Kunstpalast, abzuhalten und dadurch die Entwicklung der Kunst in Düsseldorf zu fördern. Seinen Sitz hat er heute im Künstler-Atelierhaus Sittarder Straße 5 in Düsseldorf-Pempelfort. Bis heute organisiert er die Große Kunstausstellung Düsseldorf und setzt eine Jury zusammen, die alljährlich den Kunstpreis der Künstler vergibt. Hierzu wird ihm in der Satzung der Stiftung des Museums Kunstpalast das Recht garantiert, alljährlich eine Kunstausstellung abzuhalten.

## Geschichte

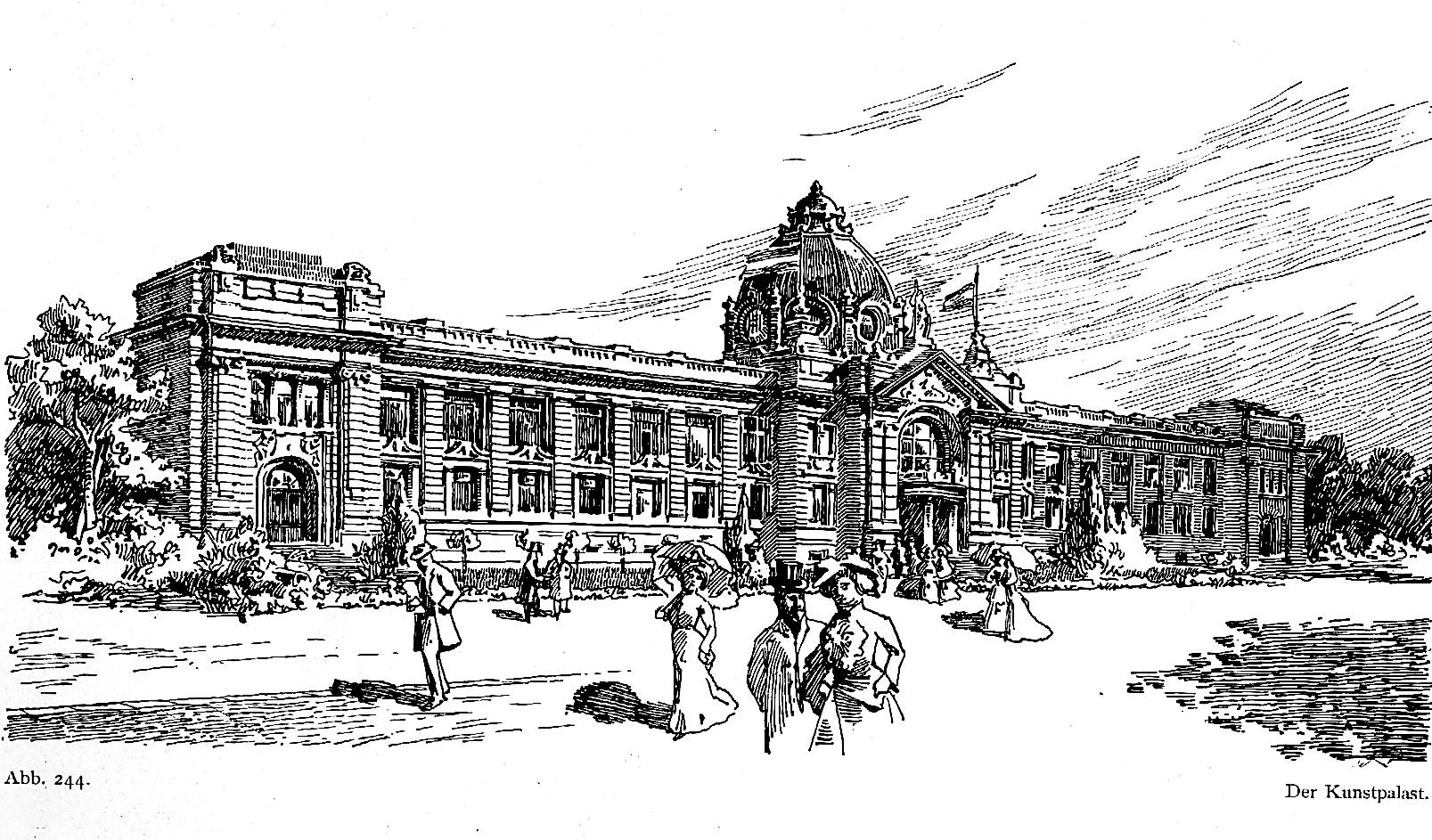
Kunstpalast, zeitgenössische Illustration

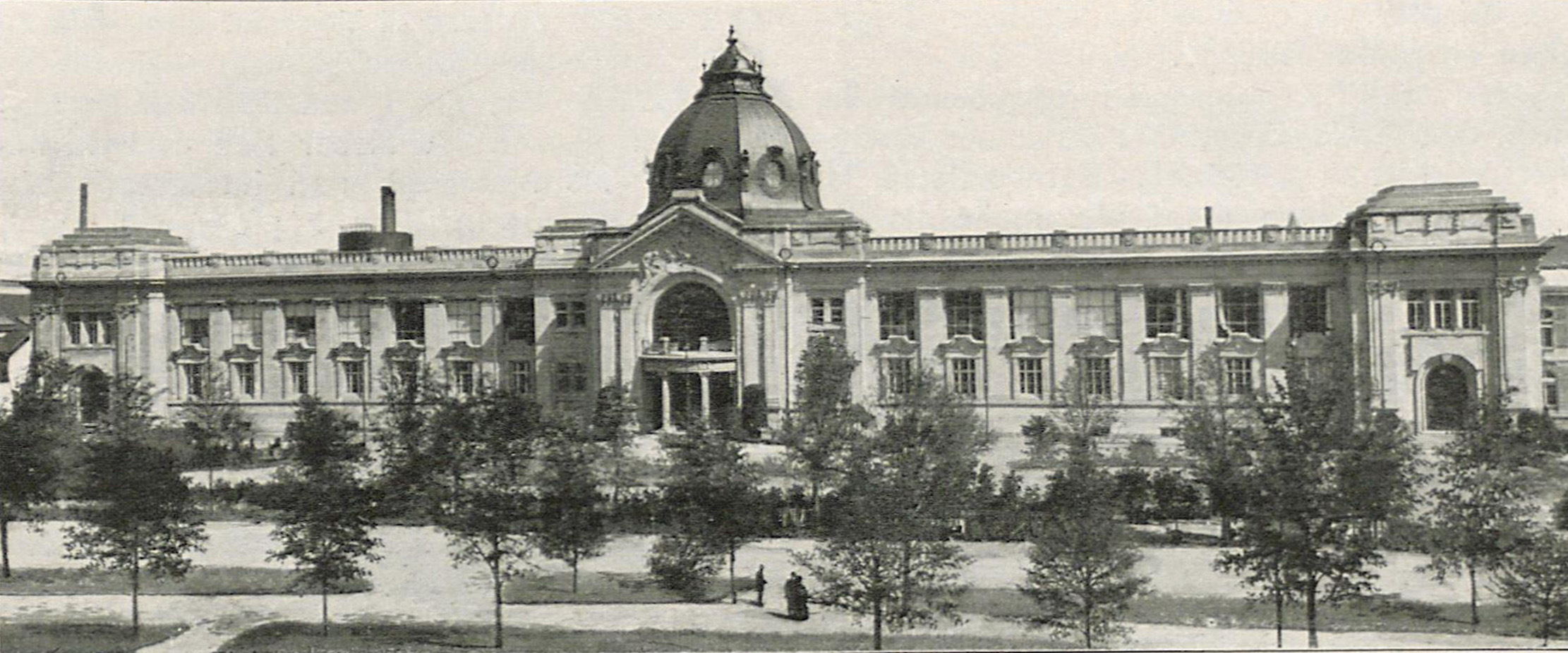
Kunstpalast, zeitgenössisches Foto

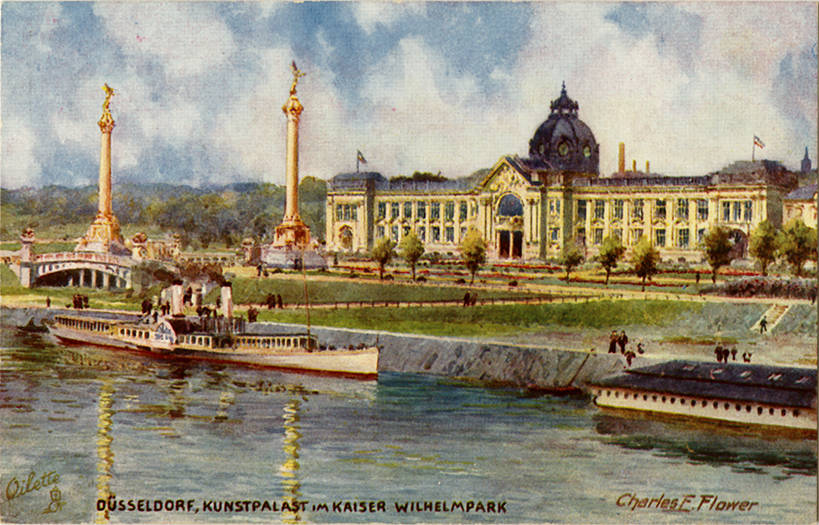
Kunstpalast im Kaiser-Wilhelm-Park, Darstellung des Kunstpalasts mit Garten- und Platzanlagen am Rheinufer, Illustration von Charles E. Flower, 1911

Nach dem Vorbild des ab 1897 errichteten Petit Palais der Weltausstellung Paris 1900 ersehnten sich Protagonisten der Düsseldorfer Künstlerschaft im Verein der Düsseldorfer Künstler und um Fritz Roeber, damals Sekretär der Kunstakademie Düsseldorf, ab 1908 deren Direktor, ein Gebäude für repräsentative Kunstausstellungen in Düsseldorf. Hierzu organisierten sie sich 1898 zu einem Verein, der am 31. Mai 1900 förmlich gegründet wurde. Zum Vorsitzenden des Vereins wurde einstimmig Fritz Roeber gewählt, der einem Vorstand von 12 Personen vorsaß. Die Geschäftsstelle des Vereins residierte anfangs im Malkasten-Haus. Durch Ratsbeschlüsse vom 21. Februar 1899 und vom 19. September 1917 wurde dem Verein das Vorrecht eingeräumt, jederzeit Kunstausstellungen im Kunstpalast zu veranstalten.
Eng verflochten war dieses Projekt mit der Düsseldorfer Stadtentwicklung am Ende des 19. Jahrhunderts. In der Phase der Hochindustrialisierung nahm die prosperierende Stadt Düsseldorf zur Lösung von Fragen des Hafenbaus und des Hochwasserschutzes die Projekte eines neuen Hafens auf der Lausward und der Rheinufervorschiebung einschließlich einer Anhebung der Golzheimer Insel in Angriff. Fritz Roeber setzte sich in dieser Situation dafür ein, einen dabei gewonnenen Bauplatz am Pempelforter Rheinufer – nördlich der ab 1896 errichteten Oberkasseler Brücke – für die Errichtung eines Ausstellungsgebäudes zu nutzen. Das Ausstellungsgebäude sollte mit einer Gewerbe- und Industrieausstellung auf der Golzheimer Insel kombiniert werden, für die es viele Fürsprecher in den Vorständen der Großindustrie gab, nachdem die 1880 in Düsseldorf abgehaltene Gewerbe-Ausstellung für Rheinland, Westfalen und benachbarte Bezirke in Verbindung mit der 4. Allgemeinen Deutschen Kunst-Ausstellung sehr erfolgreich gewesen war.
Das Ausstellungsgebäude hatte insbesondere den Zweck, den Düsseldorfer Künstlern, deren Schaffen in den Schatten der strahlenden Kunstmetropolen von München und Berlin geraten war, verbesserte Möglichkeiten der Präsentation und Vermarktung zu verschaffen. Naheliegend war dabei ein Schulterschluss mit der an Rhein und Ruhr boomenden Großindustrie, zu der Fritz Roeber als Mitbegründer und Mitglied des Düsseldorfer Central-Gewerbe-Vereins gute Verbindungen unterhielt. Zur Finanzierung des Gebäudes, das 1902 mit dem Kunstpalast in den Formen des Jugendstils Gestalt auf einem städtischen Grundstück annahm und in das Eigentum der Stadt Düsseldorf überging, wurden ein aus diversen öffentlichen und privaten Mitteln gespeister Bau- und Betriebsfonds sowie ein Garantiefonds aufgelegt und verzinste Anteilsscheine an Dritte ausgegeben, deren Erträge der Verein durch die Abhaltung von Kunstausstellungen erwirtschaften sollte. Hierzu erhielt der Verein ein dauerhaftes Ausstellungsrecht. Nachdem die Industrie- und Gewerbeausstellung Düsseldorf 1902 und die Internationale Kunst-Ausstellung und Große Gartenbau-Ausstellung 1904 bereits soviel Gewinn erwirtschaftet hatten, dass die Zeichner des Garantiefonds ausbezahlt werden konnten, fasste der Verein 1906 den Beschluss, alljährlich große Kunstausstellungen, wie sie in München und Berlin regelmäßig stattfanden, abzuhalten. In seiner Ausstellungspolitik geriet der Verein, in dem anfangs ein bürgerliches Kunstverständnis in der Tradition der Düsseldorfer Malerschule vorherrschte, bald in Konflikt mit der nachwachsenden Künstlergeneration, insbesondere der Bewegung Das Junge Rheinland.
Bis zum Jahr 1932 veranstaltete der Verein regelmäßig Kunstausstellungen im Kunstpalast. Nach dem Dritten Reich, in dem der Verein durch Gleichschaltung weitgehend entmündigt, zwar nicht aufgelöst, jedoch ruhend gestellt und durch  die 1934 gegründete Gesellschaft zur Förderung der Düsseldorfer bildenden Kunst in seinen Veranstaltungsfunktionen faktisch abgelöst worden war, nahm er im Jahre 1950 seine Arbeit wieder auf. Von 1950 bis 1977 fanden unter dem Titel „Winterausstellung der Künstler von Nordrhein-Westfalen“ Ausstellungen im Kunstpalast statt. Seit 1978 trägt die nunmehr jährlich im Kunstpalast Düsseldorf stattfindende Ausstellung die Eigenbezeichnung „Grosse Kunstausstellung NRW Düsseldorf“. Nach einem Umbau des Kunstpalasts, der mit der Ansiedlung des Konzernsitzes der E.ON hinter dem Ehrenhof verbunden war, kam es zu einer Reorganisation und dem Zusammenschluss dortiger Kulturinstitutionen unter dem Dach der Stiftung Museum Kunstpalast. In deren Satzung ließ sich der Verein ein Recht zur Abhaltung einer alljährlichen Ausstellung verbriefen.